# Shekhar Mehta
Chandrashekhar "Shekhar" Mehta, född 20 juni 1945 i Uganda, död 12 april 2006 är en kenyansk rallyförare.
Mehta startade sin karriär i hemlandet Uganda, innan familjen tvingades fly till Kenya 1972 undan Idi Amins regim. Mehta är den mest framgångsrike föraren i Safarirallyt, med fem segrar varav fyra i rad mellan 1979 och 1982. Hans bästa resultat i rally-VM är en femteplats 1981.